# Lidia Quaranta
Lidia Quaranta, nota anche con lo pseudonimo di Lydia Quaranta (Torino, 6 marzo 1891 – Torino, 5 marzo 1928), è stata un'attrice italiana, diva del cinema muto.

## Biografia

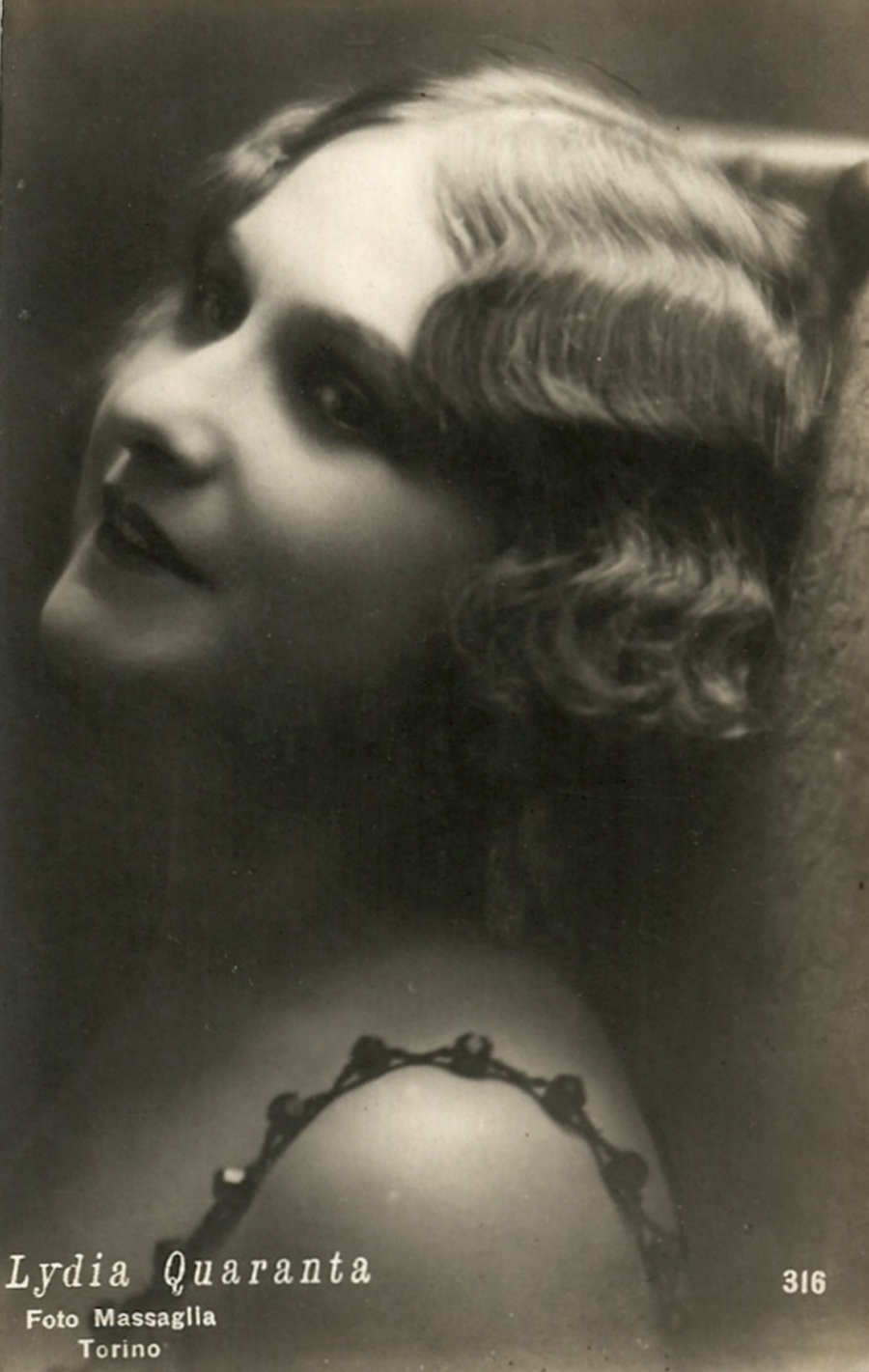
Un primo piano di Lidia Quaranta

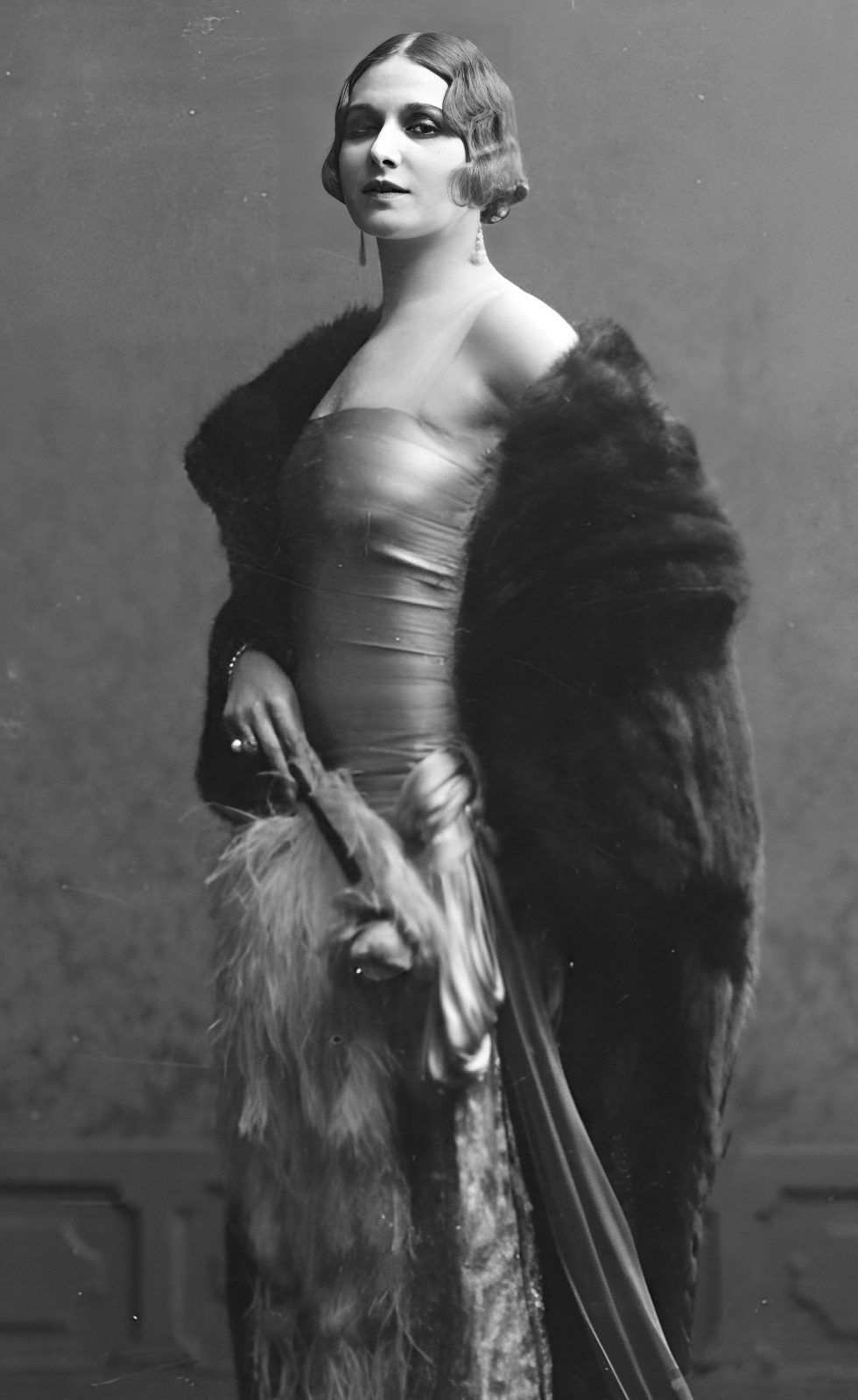
Lydia Quaranta in una foto di Ercole Massaglia

Lidia Gemma Mattia Quaranta nacque a Torino nel 1891 in una famiglia benestante, sorella maggiore delle gemelle Isabella e Letizia Quaranta, entrambe attrici, e figlia di Giuseppe Quaranta e Beatrice Rissoglio. Si appassionò giovanissima alla recitazione e iniziò la propria carriera nel teatro, presso la compagnia dell'attore Dante Testa. Appena diciottenne, nel 1910 insieme alla sorella Letizia, fu ingaggiata dalla Itala Film, ma il suo esordio cinematografico avvenne nello stesso anno nel cortometraggio L'ignota prodotto dall'Aquila Films e diretto da Edoardo Bencivenga. Nel 1911 apparve nel primo film per Italia in Clio e Filete, diretta da Oreste Mentasti. Fra gli altri cortometraggi per la Italia vi fu Tigris , con Dante Cappelli. Negli anni 1910 lavorò anche per altre case cinematografiche come Tiber, Excelsa e Ambrosio Film.
Il 1914 fu l'anno della sua consacrazione artistica con l'interpretazione nel film epico Cabiria, diretto da Giovanni Pastrone e scritto da Gabriele D'Annunzio. Il film era ambientato nelle antiche Sicilia, Cartagine e Cirta, ai tempi della Seconda guerra punica (218-202 a.C.), seguendo le vicende della protagonista, Cabiria, una donna rapita. Il film, un classico del genere, fu anche il primo in cui apparve  e fece debutto il personaggio di Maciste (di Bartolomeo Pagano). Per una durata di quasi tre ore di film (14 pellicole), il film fu uno dei primi primo lungometraggi della storia e ricevette critiche positive sia di pubblico sia di critica, facendo guadagnare all'attrice notorietà anche a livello internazionale. Il film era una grande innovazione per l'epoca, uno dei primi colossal, molto lungo, e accompagnato da una promozione commisurata ai costi. La prima visione si ebbe in contemporanea in due sale-teatri, il Teatro Vittorio Emanuele di Torino e il Teatro Lirico di Milano, il 18 aprile 1914. Le repliche successive furono di altrettanto successo e il film rimase in cartellone per un anno a New York e per sei mesi a Parigi.
Dopo il grande successo di Cabiria, fra il 1915 e il 1920 fu interprete come protagonista in numerosi film, prodotti da altre case cinematografiche, fra i quali I tre sentimentali, uno dei pochi casi in cui poté nuovamente mettere in scena il proprio talento drammatico. Al picco della sua popolarità, per il suo ritorno alla Itala Film ricevette un compenso di 10.000 lire, che all'epoca era il cachet più alto mai pagato per un'attrice.  Dopo passò alla Fert, alla Photodrama e alla Circe Film, per le quali recitò in varie pellicole. Il suo ultimo film fu la commedia brillante Voglio tradire mio marito del 1925, diretto da Mario Camerini, con Augusto Bandini e Alberto Collo.
All'inizio del 1928, nella sua casa di Torino, contrasse una forma aggressiva di polmonite che dopo molti giorni di agonia la portò alla morte a soli 36 anni, il giorno prima del suo trentasettesimo compleanno.
È sepolta nel Cimitero monumentale di Torino.

## Filmografia parziale
- L'ignota, regia di Edoardo Bencivenga (1910)
- I cavalieri della morte, regia di Edoardo Bencivenga (1910)
- Maria Bricca, regia di Edoardo Bencivenga (1910)
- Clio e Filete, regia di Oreste Mentasti (1911)
- I misteri della psiche, regia di Vincenzo Denizot (1912)
- Come una sorella, regia di Vincenzo Denizot (1912)
- Padre, regia di Dante Testa e Gino Zaccaria (1912)
- I segreti dell'anima, regia di Vincenzo Denizot (1912)
- Fra ruggiti di belve, regia di Alberto Degli Abbati (1913)
- Tigris, regia di Vincenzo Denizot (1913)
- Lo scomparso, regia di Dante Testa (1913)
- Addio giovinezza!, regia di Nino Oxilia (1913)
- Cabiria, regia di Giovanni Pastrone (1914)
- I pericoli dei travestimenti, regia di Émile Vardannes (1914)
- Un dramma tra le belve, regia di Amleto Palermi (1915)
- Sul campo dell'onore, regia di Amleto Palermi (1915)
- Beffa di Satana, regia di Telemaco Ruggeri (1915)
- Il romanzo di un atleta, regia di Vittorio Rossi Pianelli (1915)
- Paolina, regia di Vitale De Stefano (1915)
- Somiglianza funesta, regia di Telemaco Ruggeri (1916)
- In mano al destino, regia di Mario Caserini (1916)
- Nel vortice del peccato, regia di Telemaco Ruggeri (1916)
- Il romanzo della morte, regia di Telemaco Ruggeri (1916)
- Il velo squarciato, regia di Telemaco Ruggeri (1917)
- La più dolce corona, regia di Mario Ceccatelli (1917)
- Il gioiello sinistro, regia di Eleuterio Rodolfi (1917)
- Le due orfanelle di Torino, regia di Giovanni Casaleggio (1918)
- Venere propizia, regia di Romolo Bacchini (1919)
- Fiamma!, regia di Ettore Piergiovanni (1920)
- I tre sentimentali, regia di Augusto Genina (1921)
- Treno di piacere, regia di Luciano Doria (1923)
- Voglio tradire mio marito, regia di Mario Camerini (1925)